# Lehigh megye
Lehigh megye az Amerikai Egyesült Államokban, azon belül Pennsylvania államban található. Megyeszékhelye és legnagyobb városa Allentown. Lakosainak száma 374 557 fő (2020. április 1.). Lehigh megye Schuylkill, Carbon, Northampton, Bucks, Montgomery és Berks megyékkel határos.

## Népesség
A megye népességének változása:
| Lakosok száma | 350 012 | 353 255 | 354 746 | 355 092 | 360 685 | 374 557 |
|               | 2010    | 2011    | 2012    | 2013    | 2015    | 2020    |